# کانکوردیا (کانزاس)
کانکوردیا (به انگلیسی: Concordia) شهری در ایالت کانزاس کشور ایالات متحده آمریکا است که جمعیت آن در سرشماری سال ۲۰۱۰ میلادی، ۵٬۳۹۵ نفر بوده‌است.

## نگارخانه

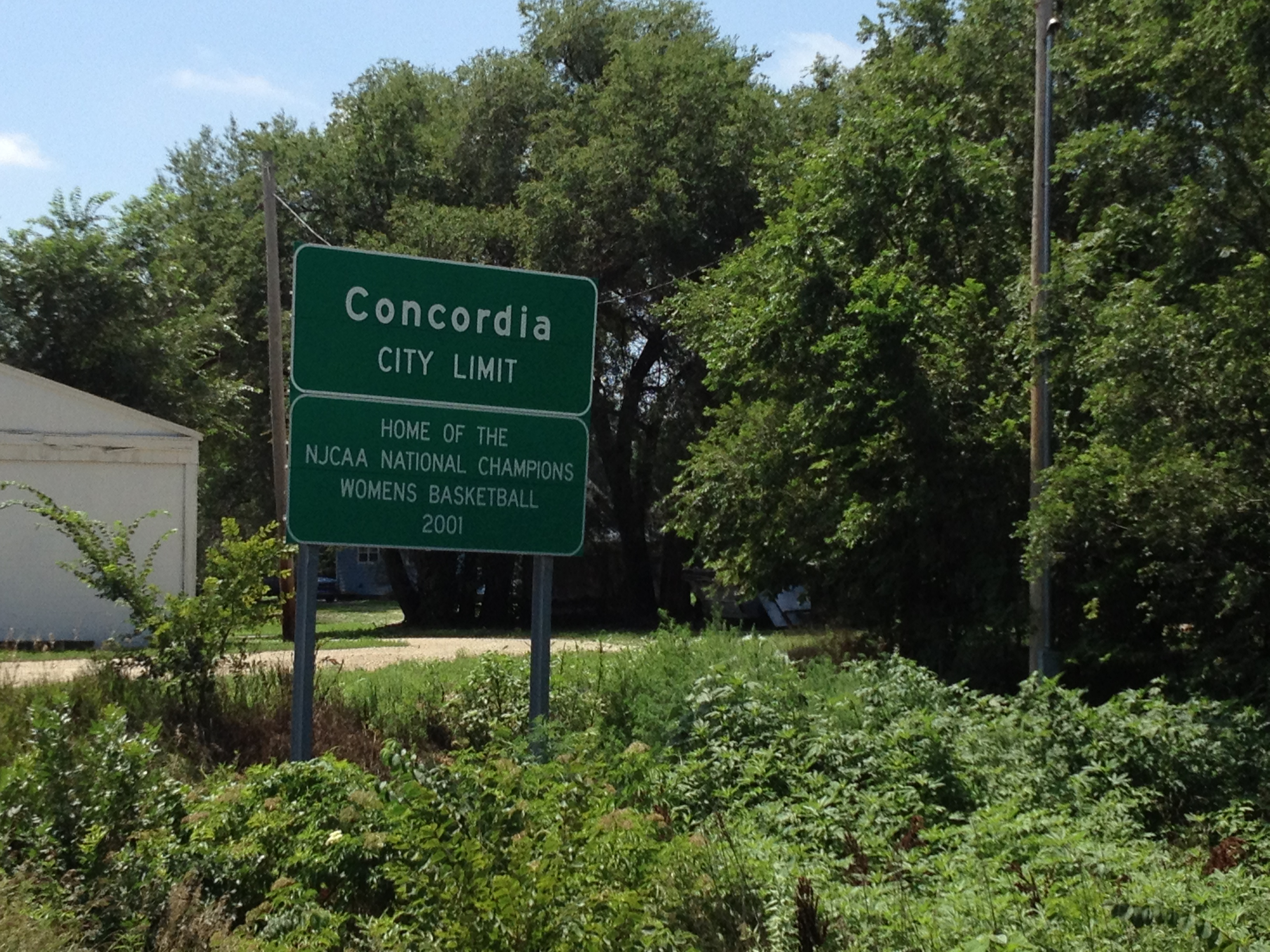
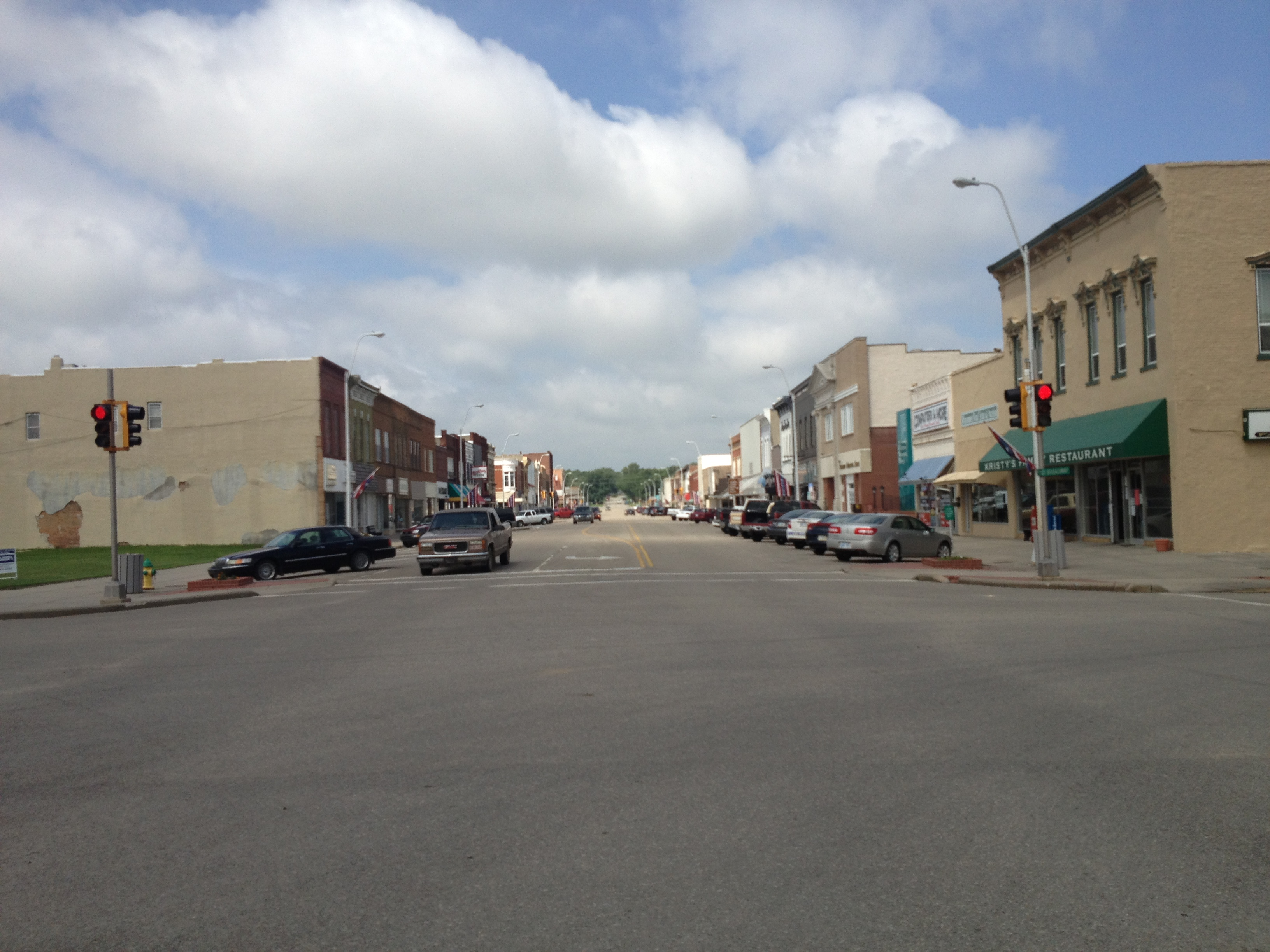
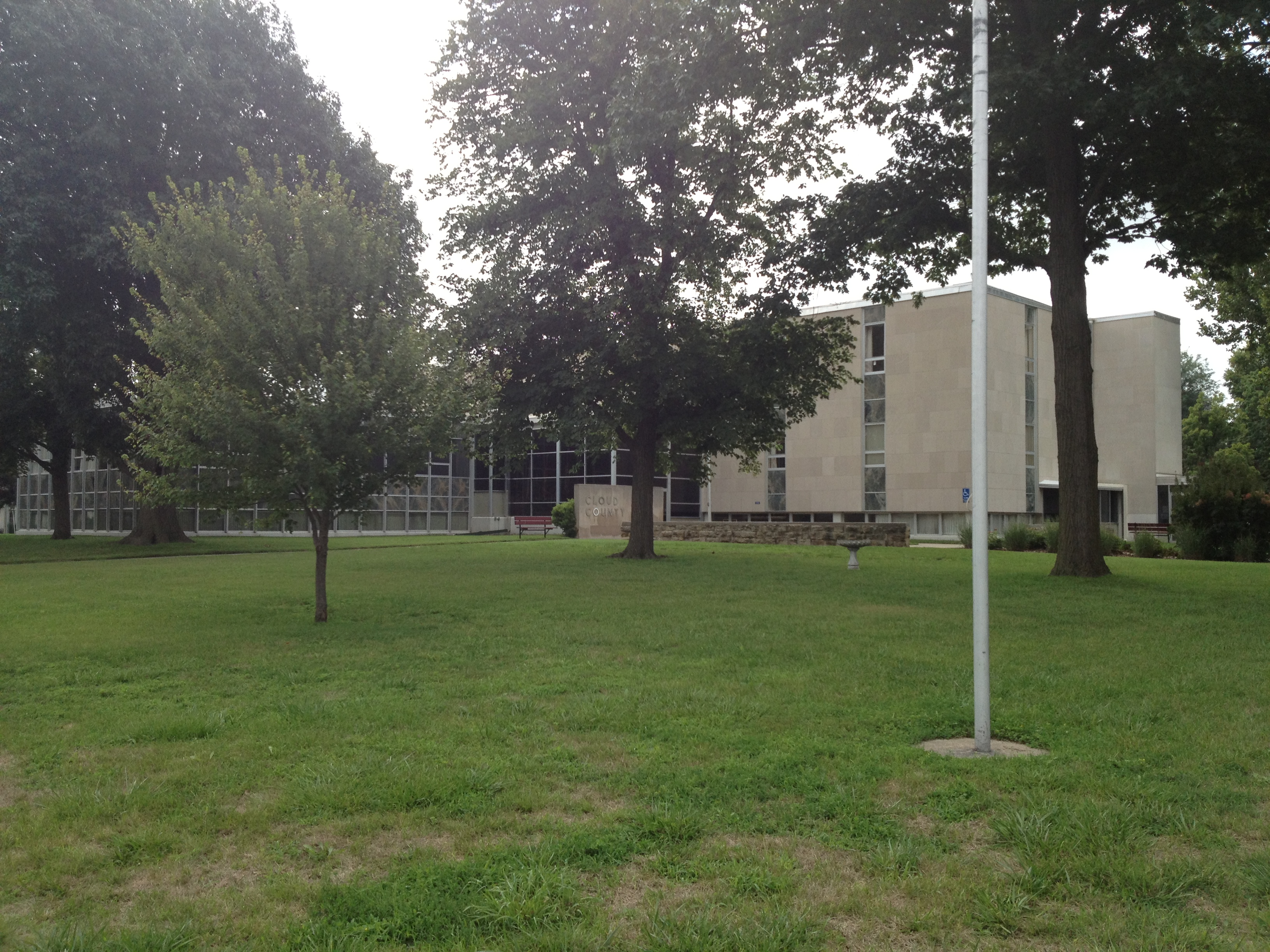
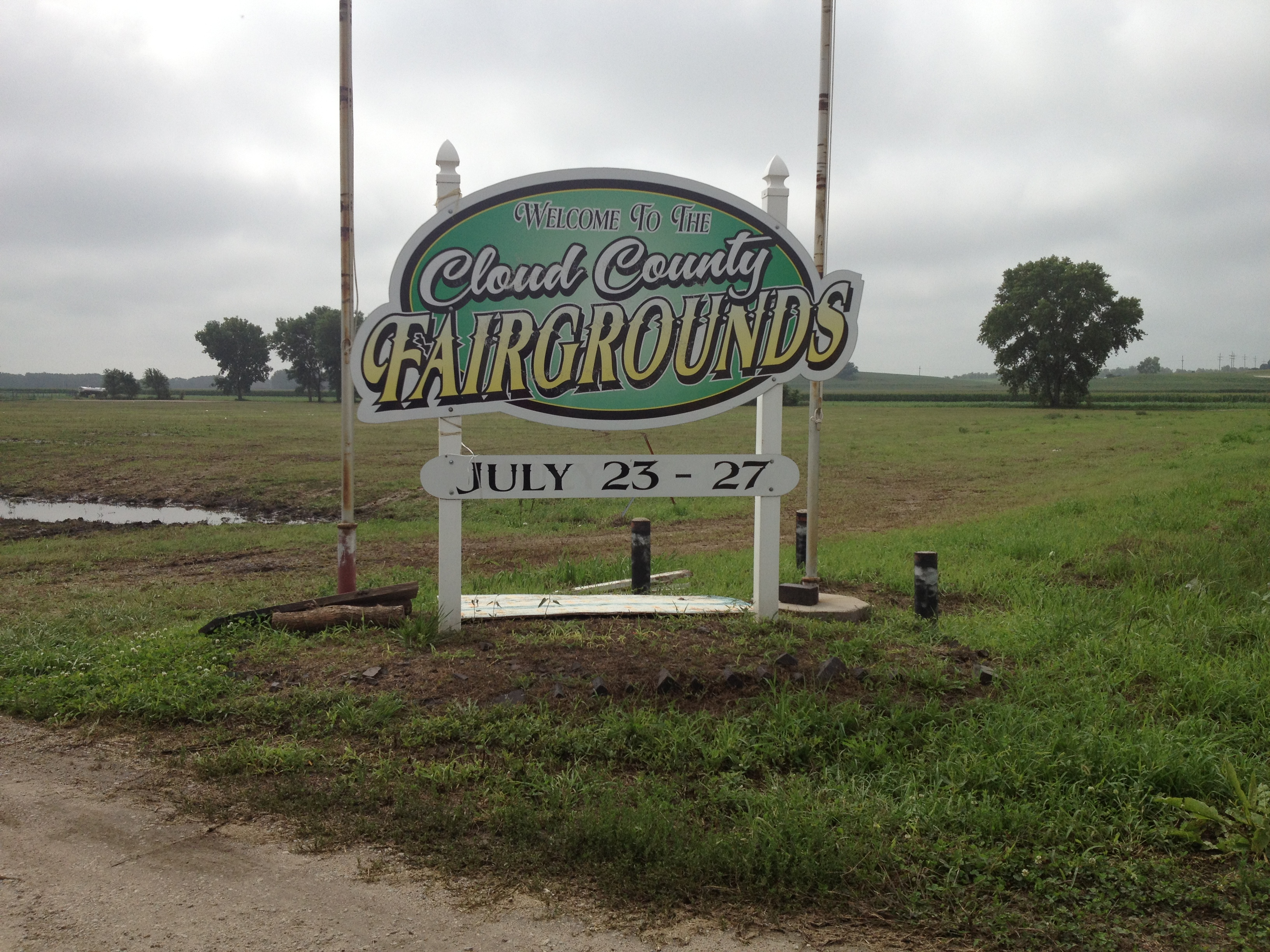
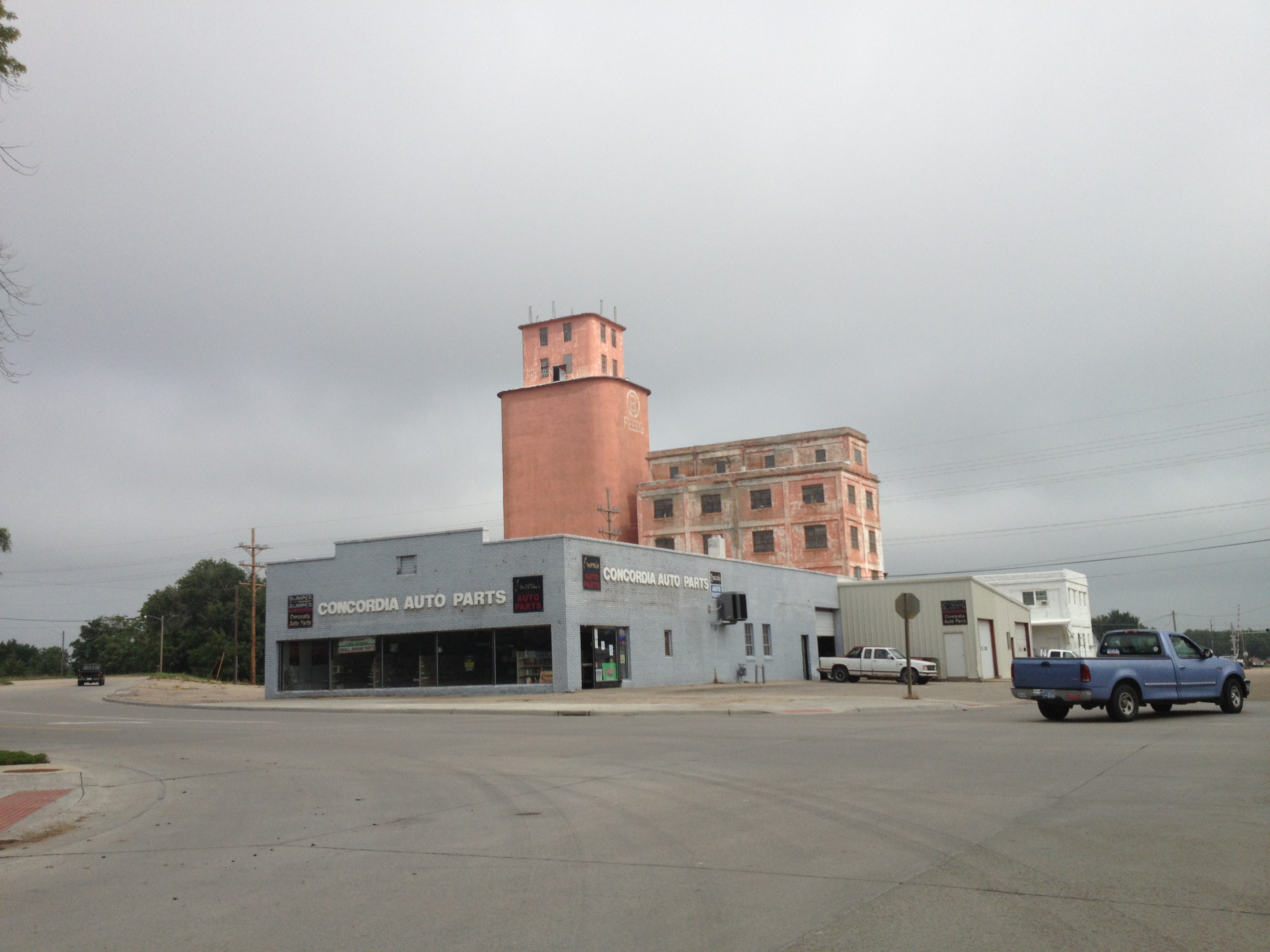
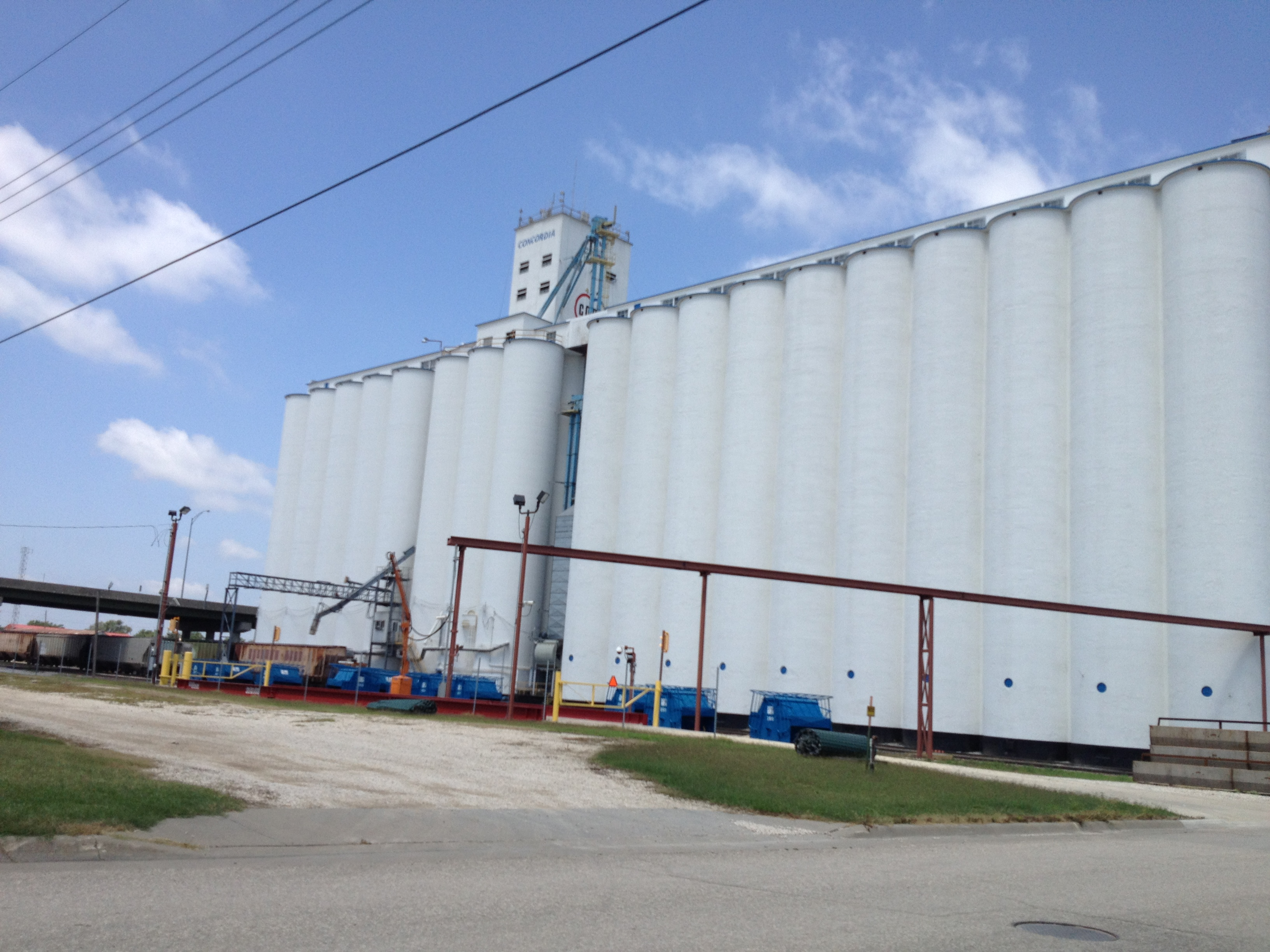
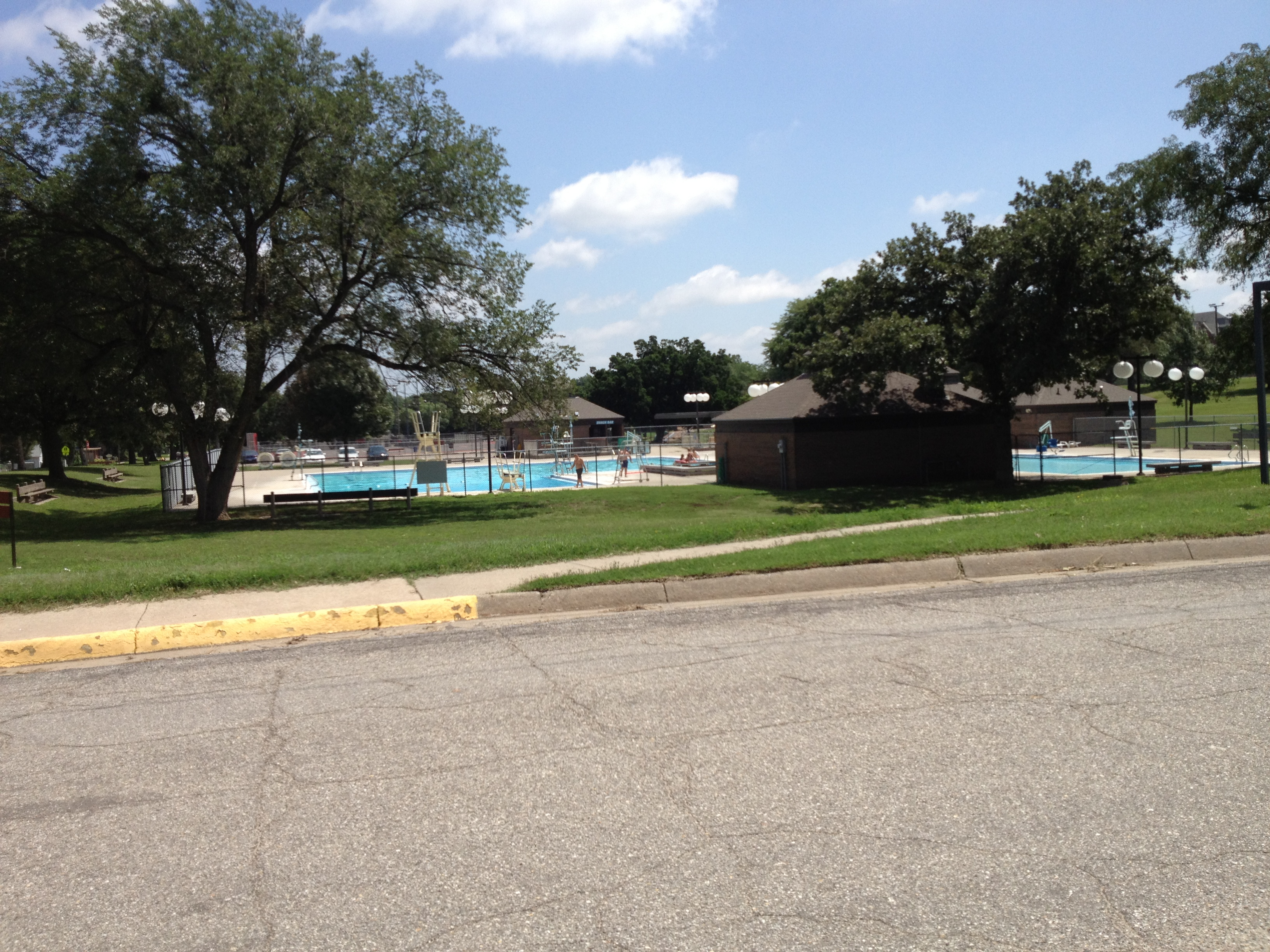
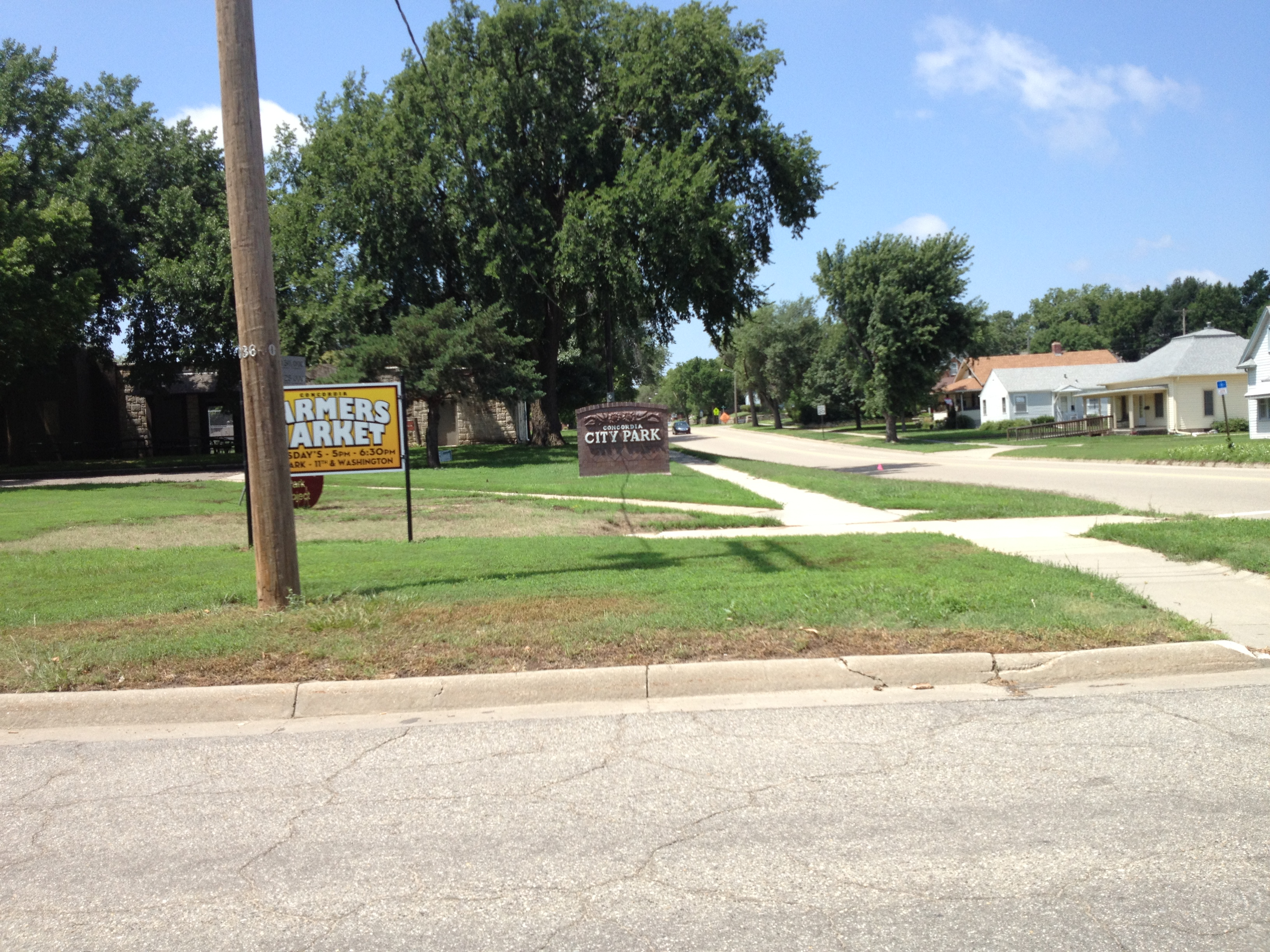
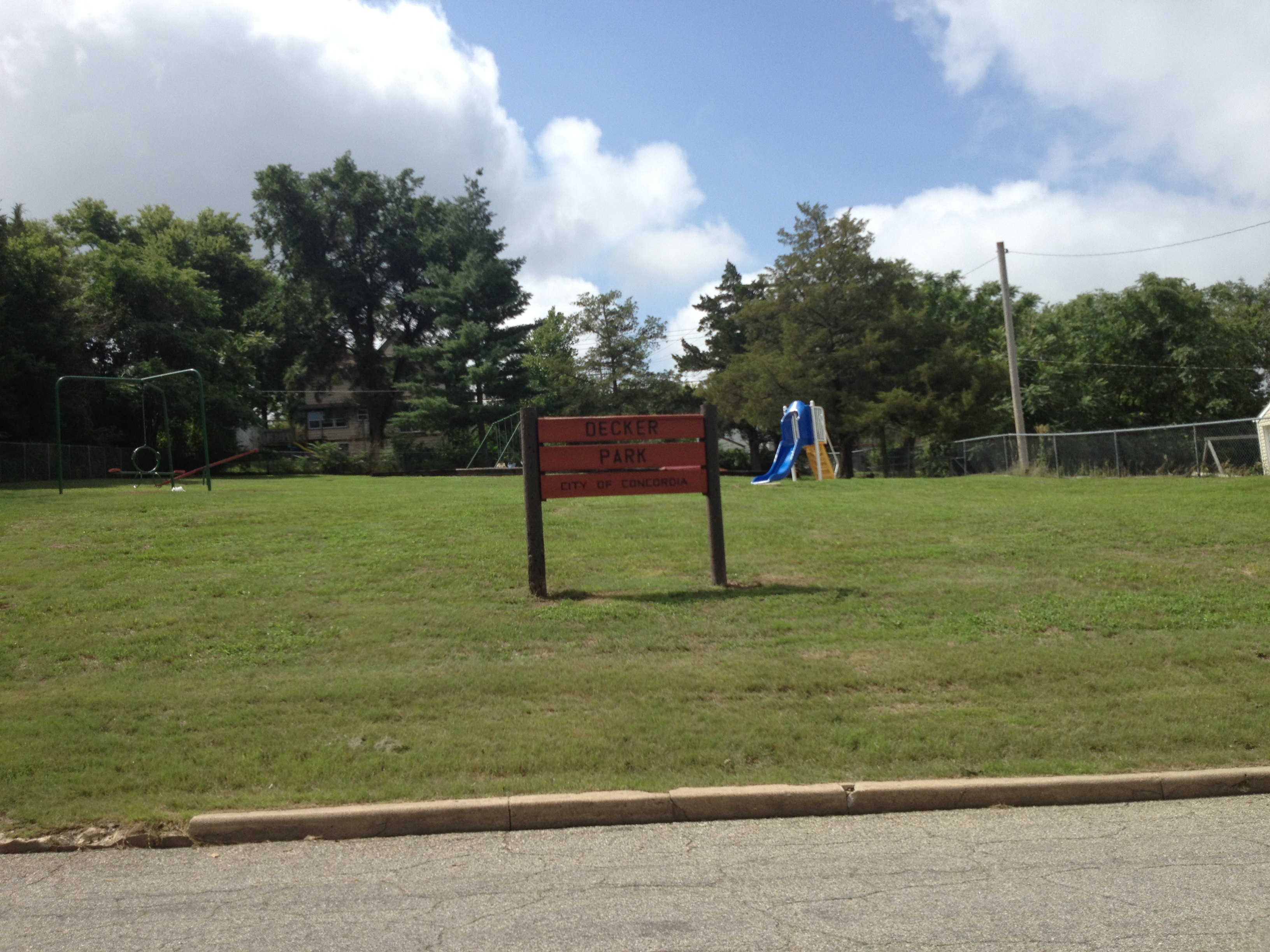
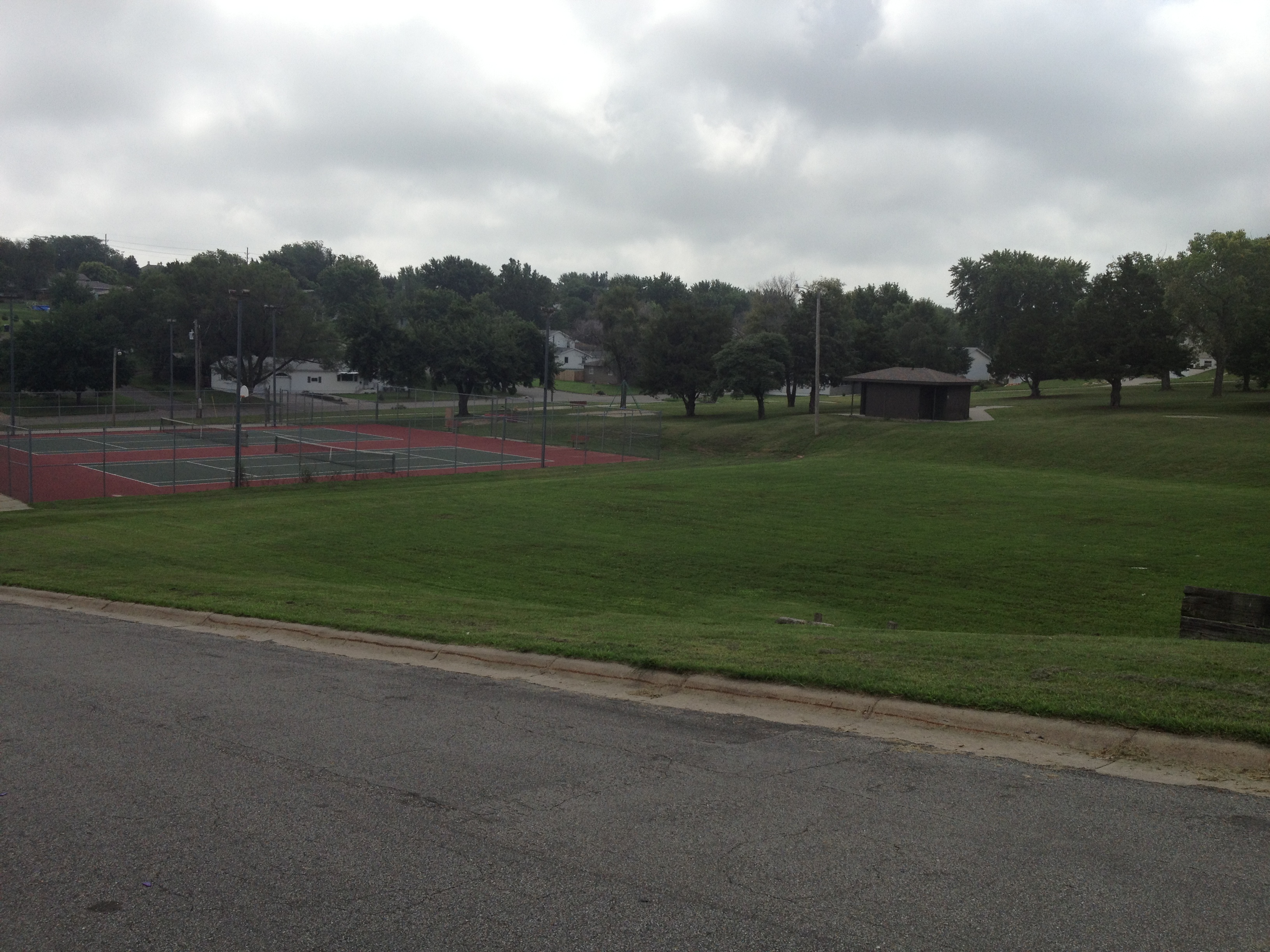
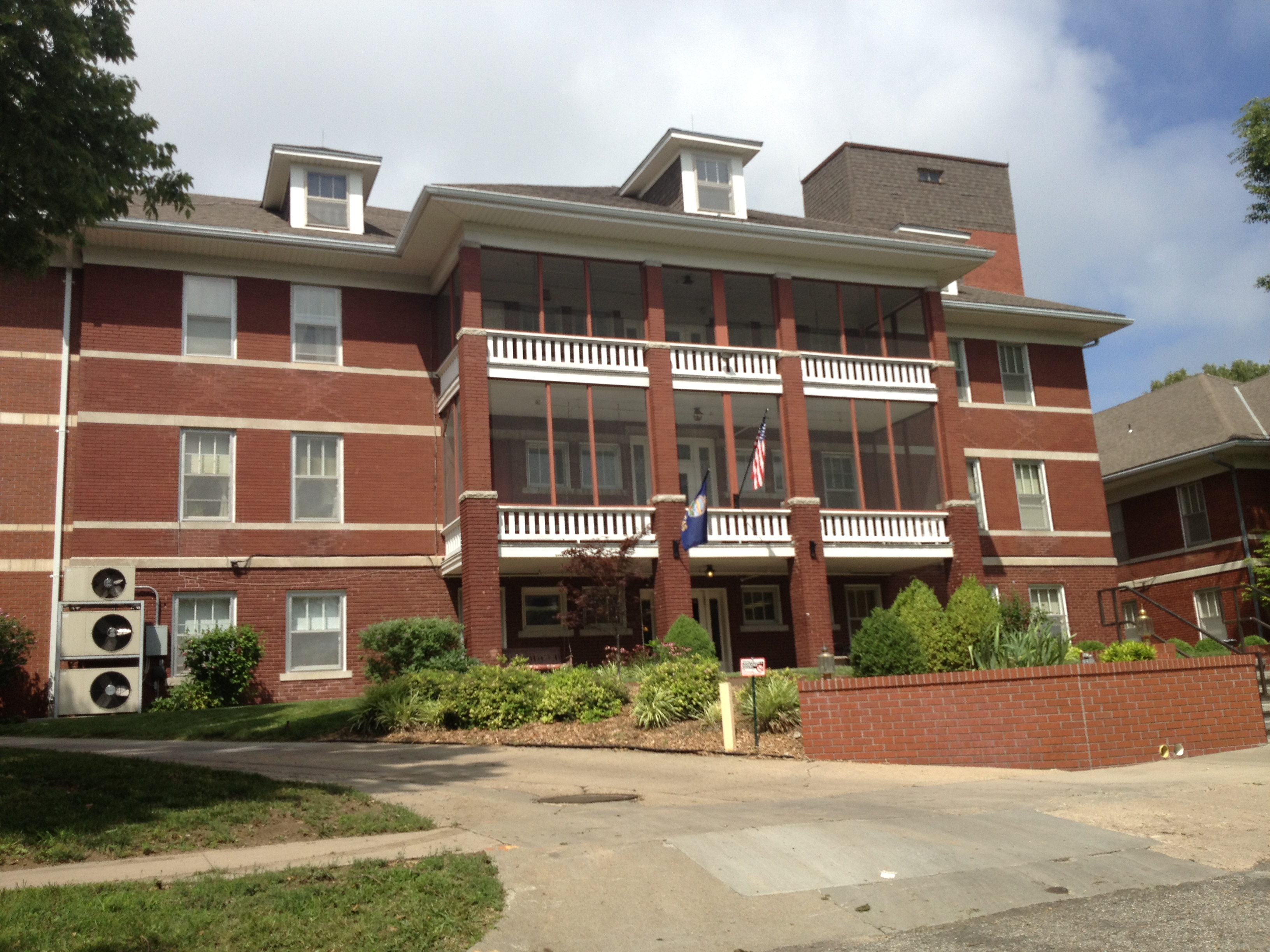
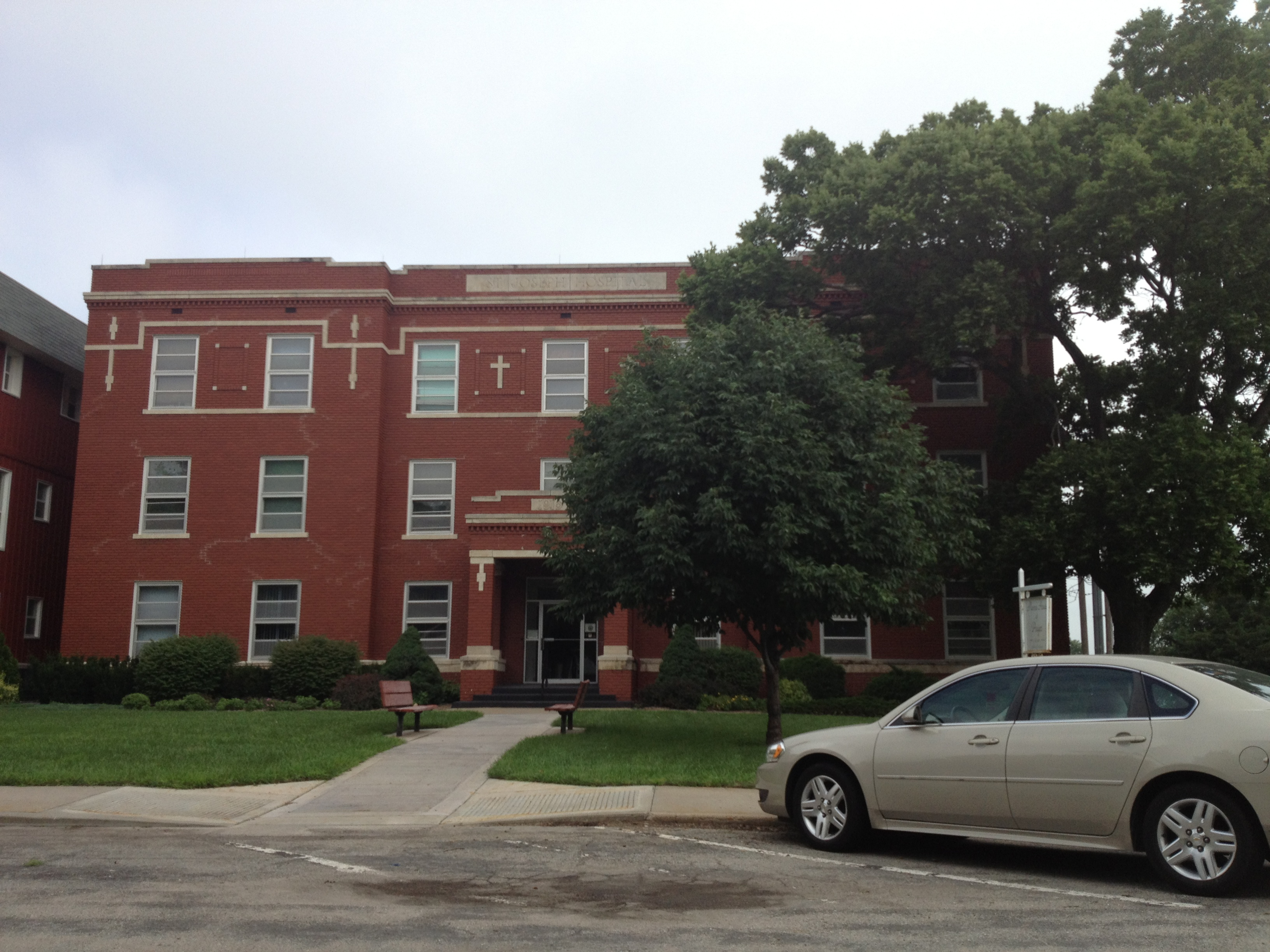
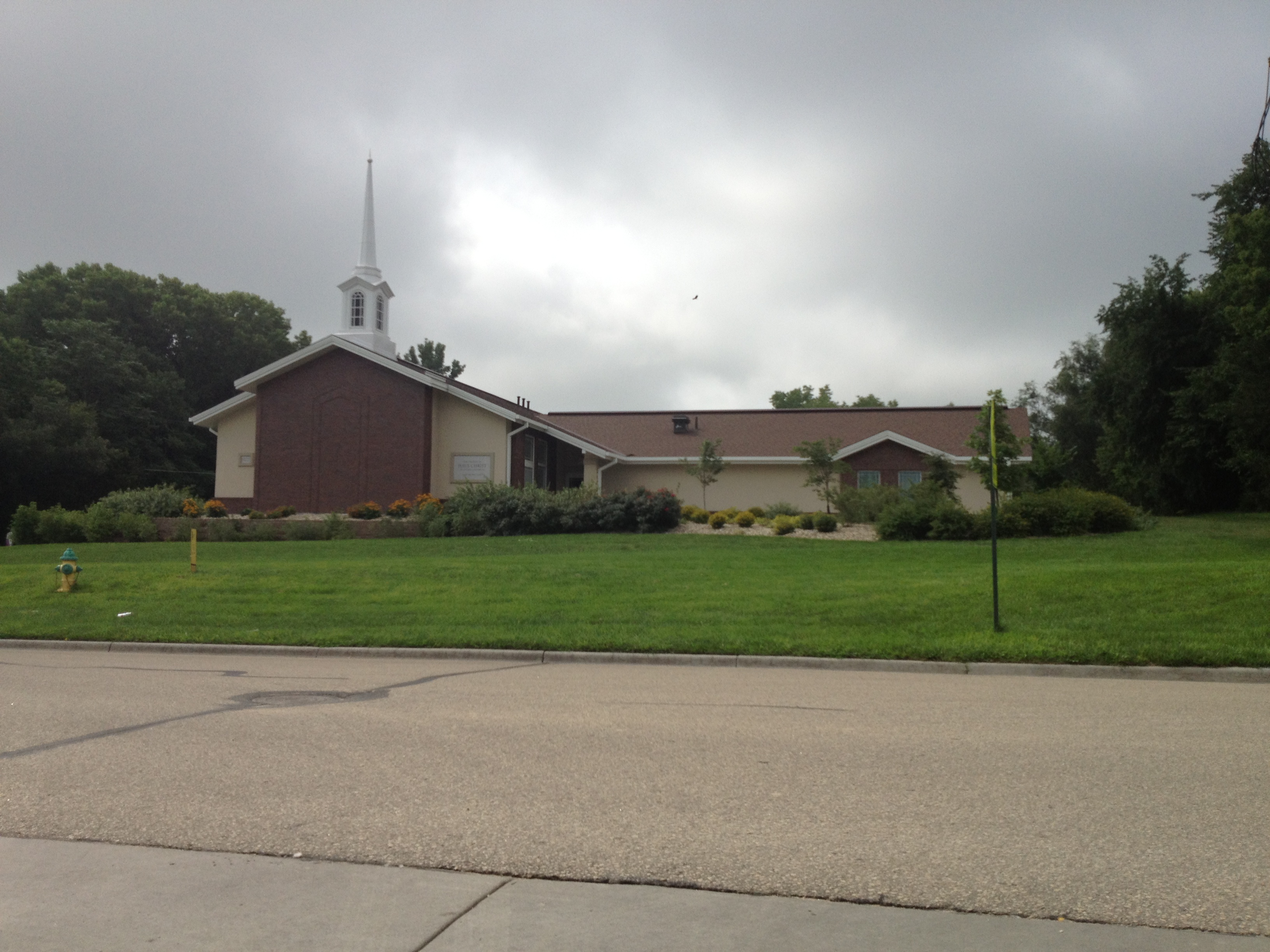
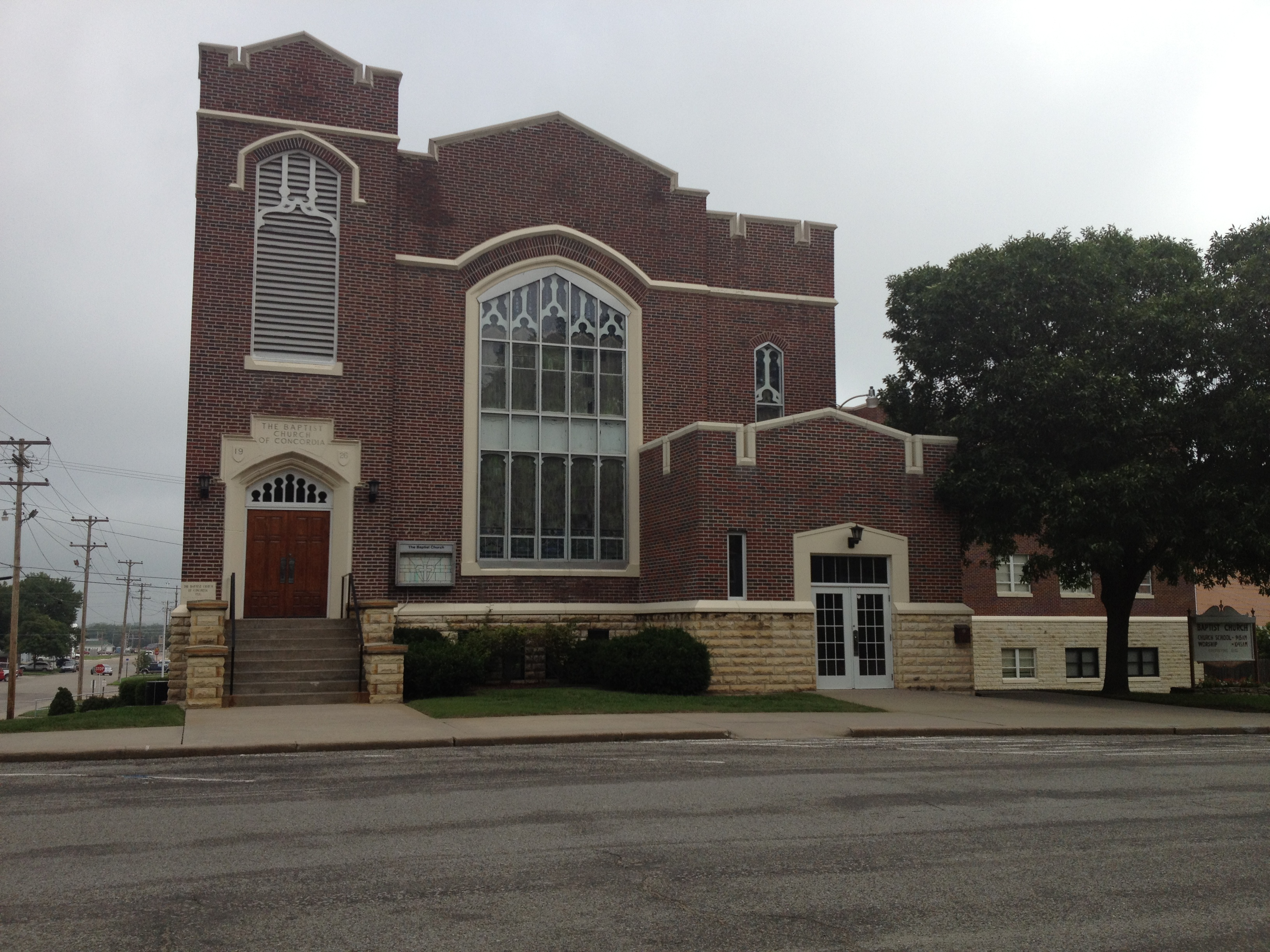
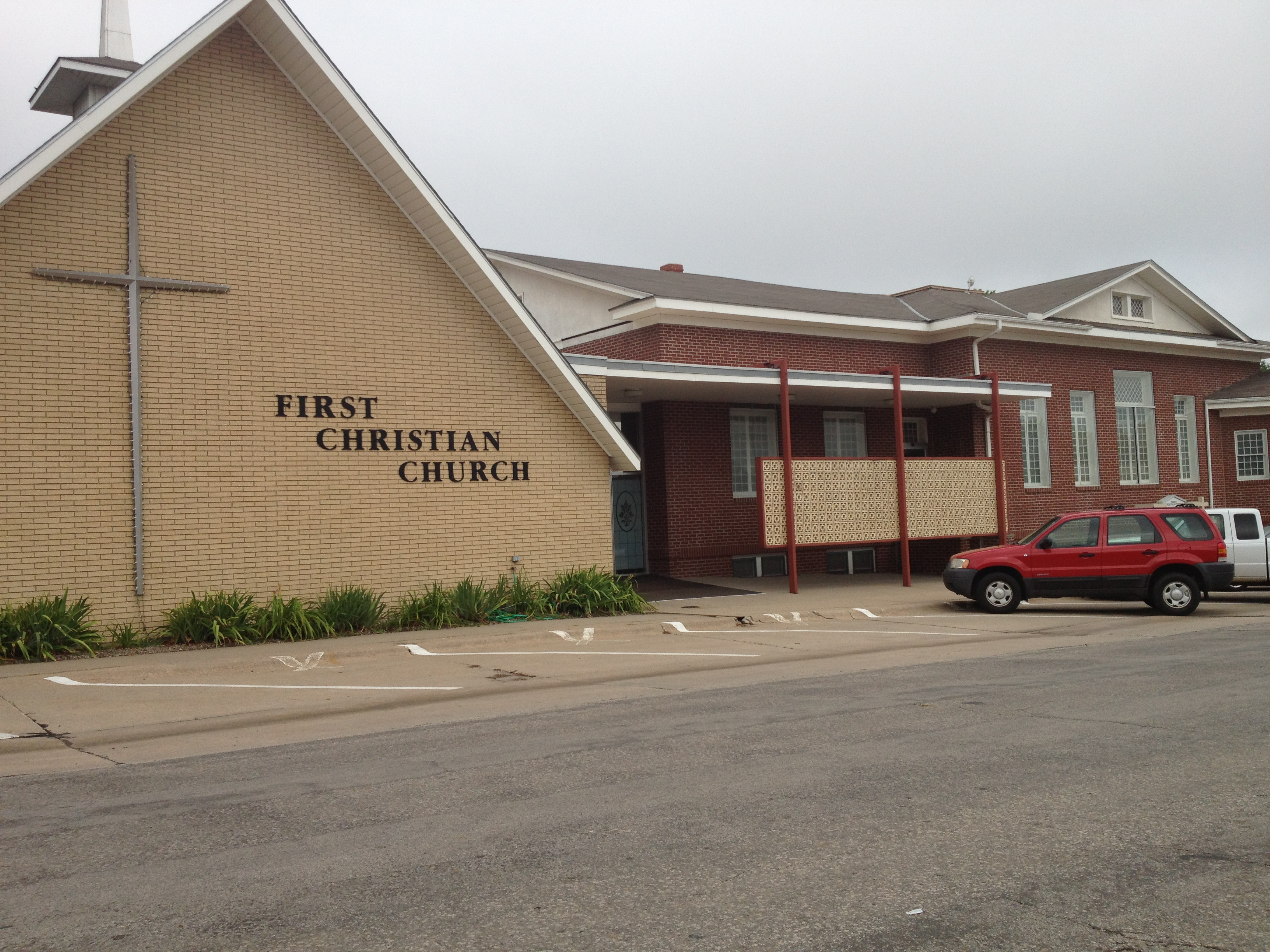
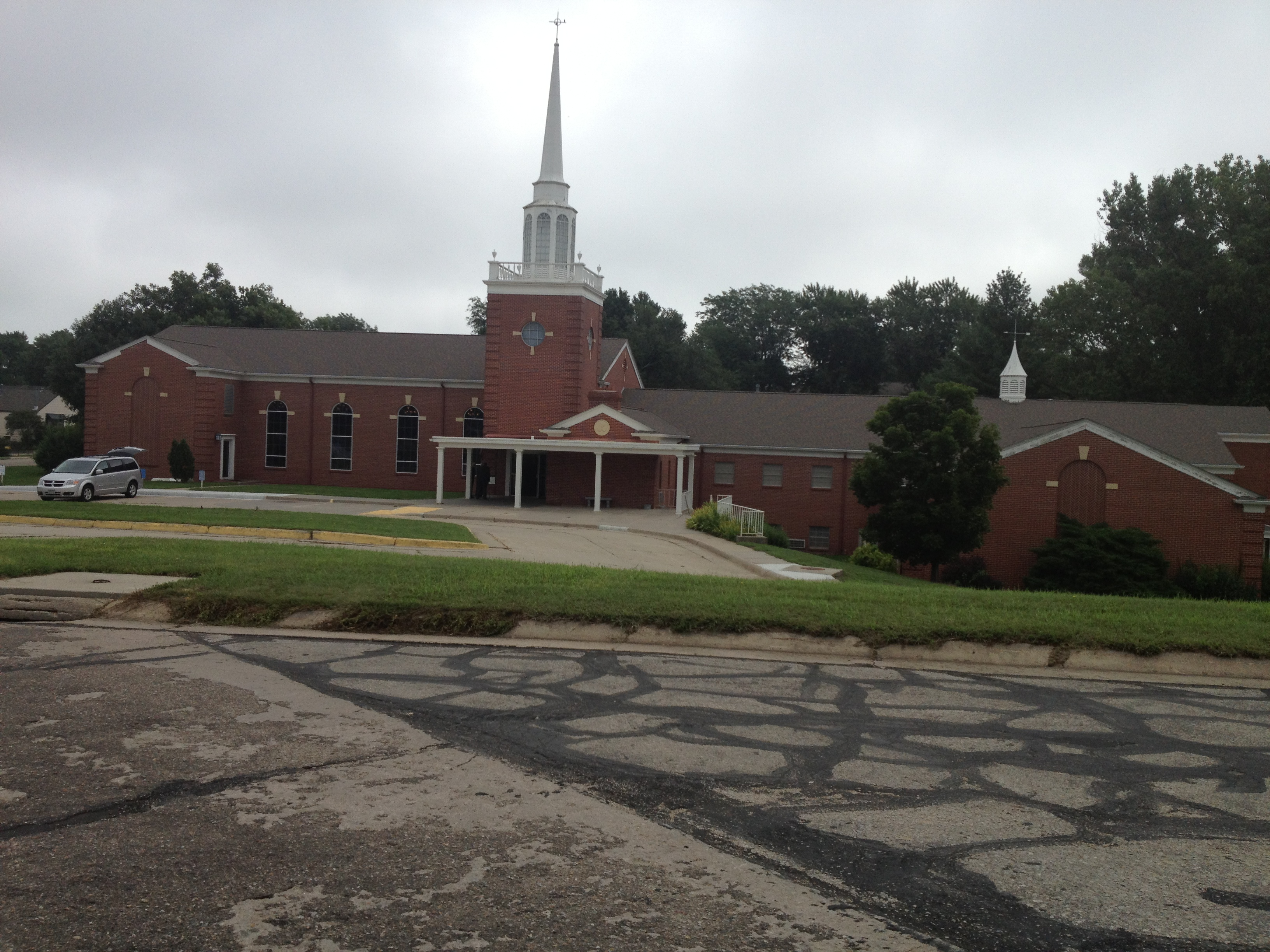
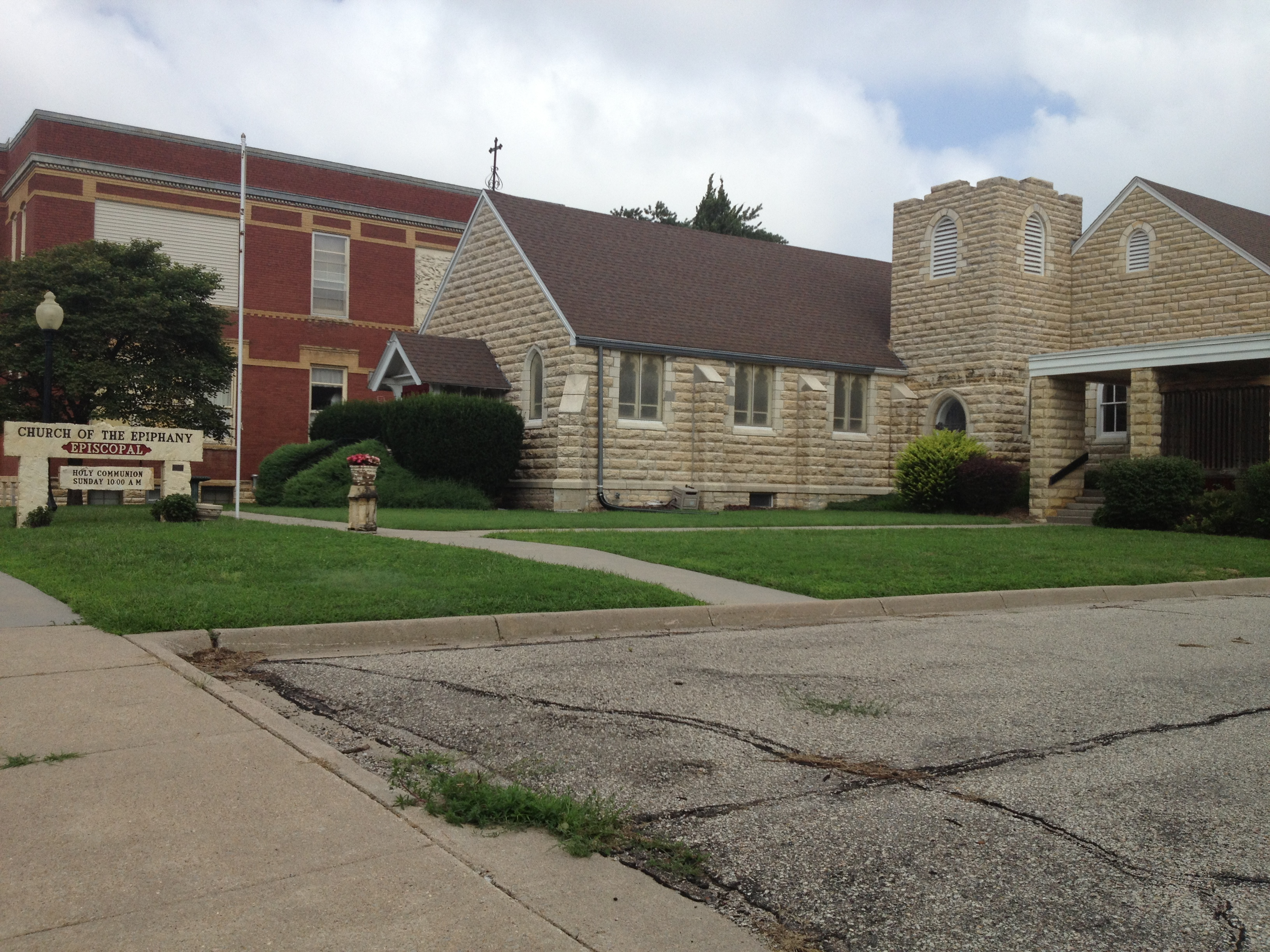
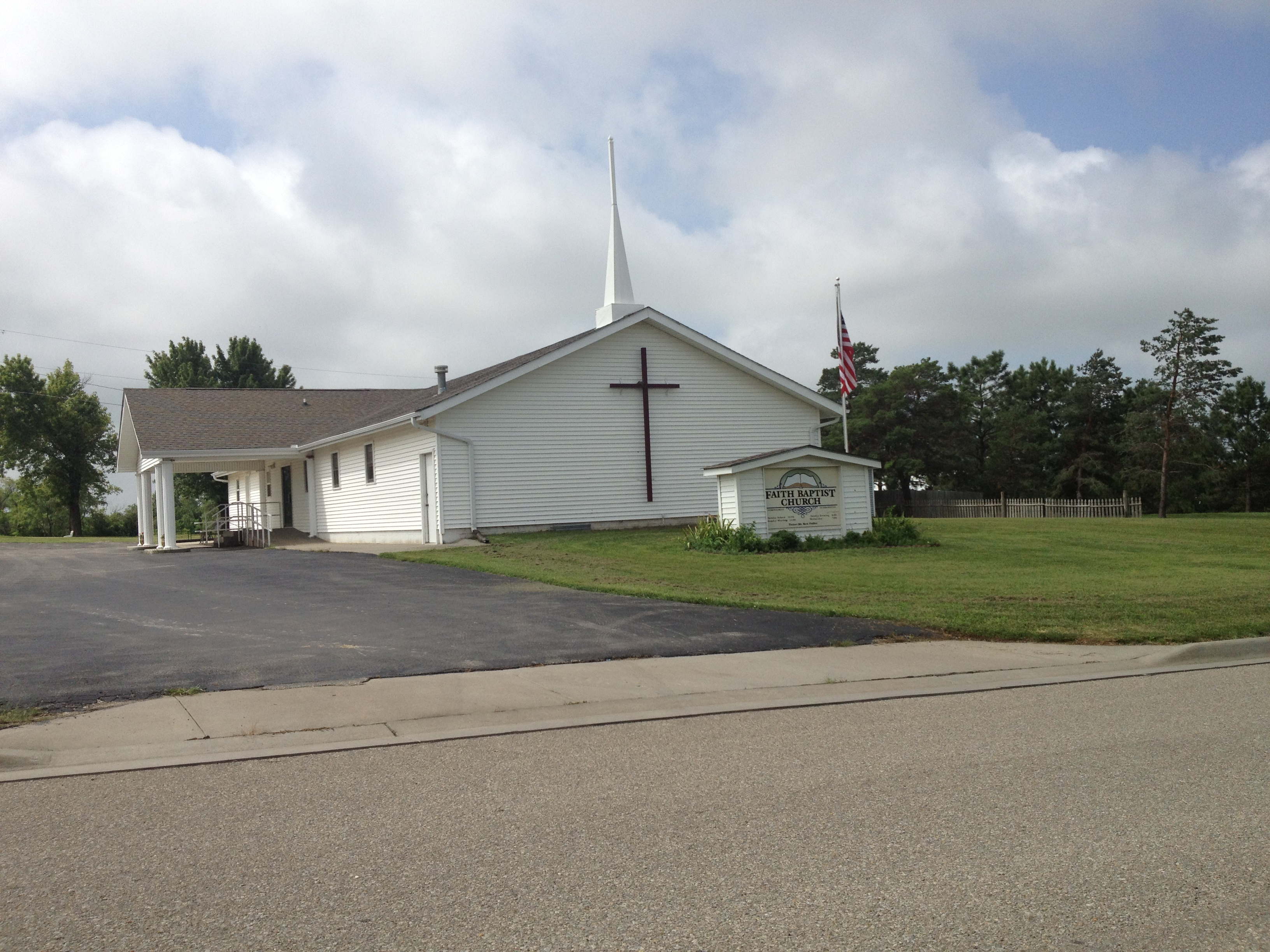
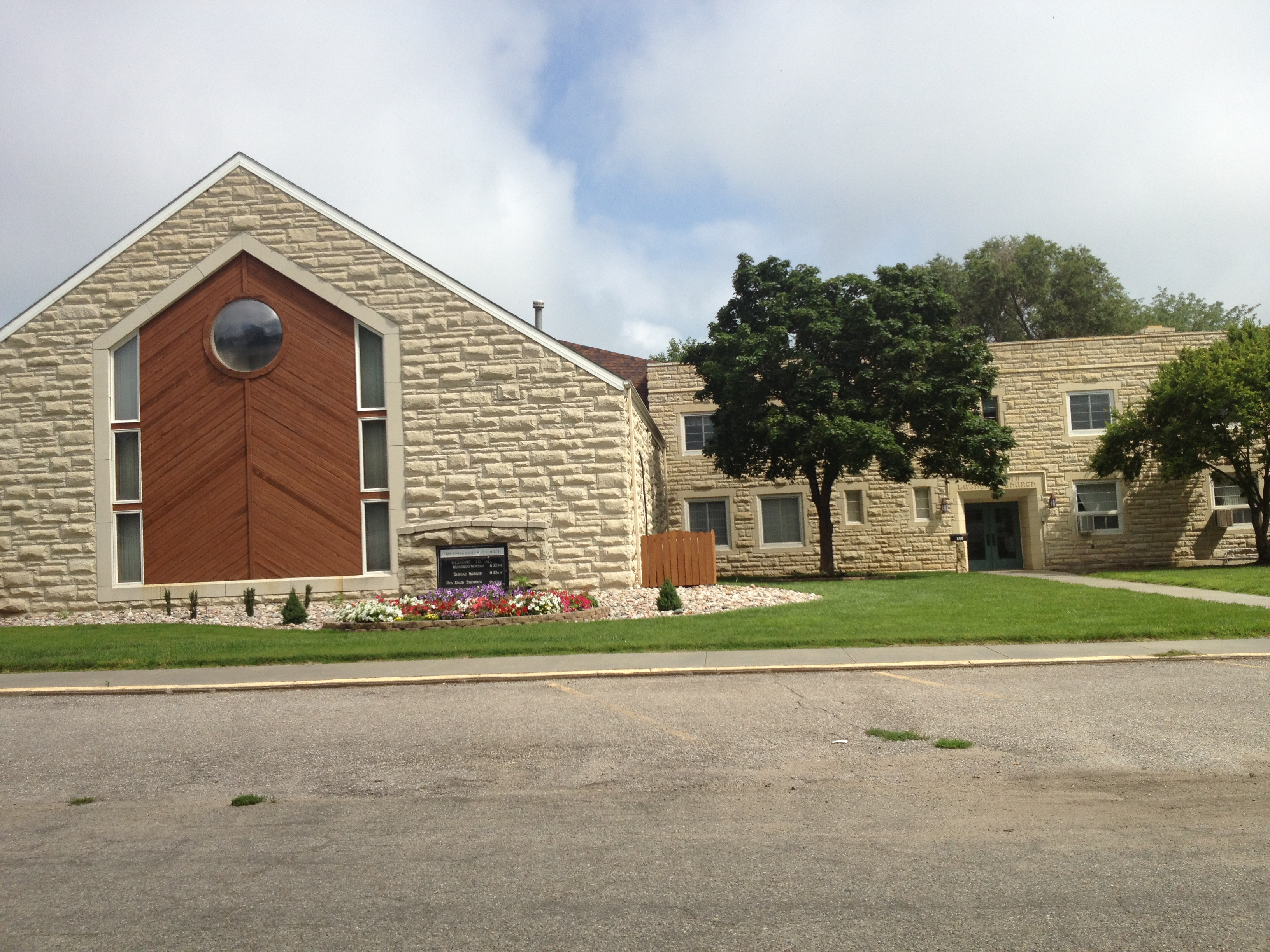
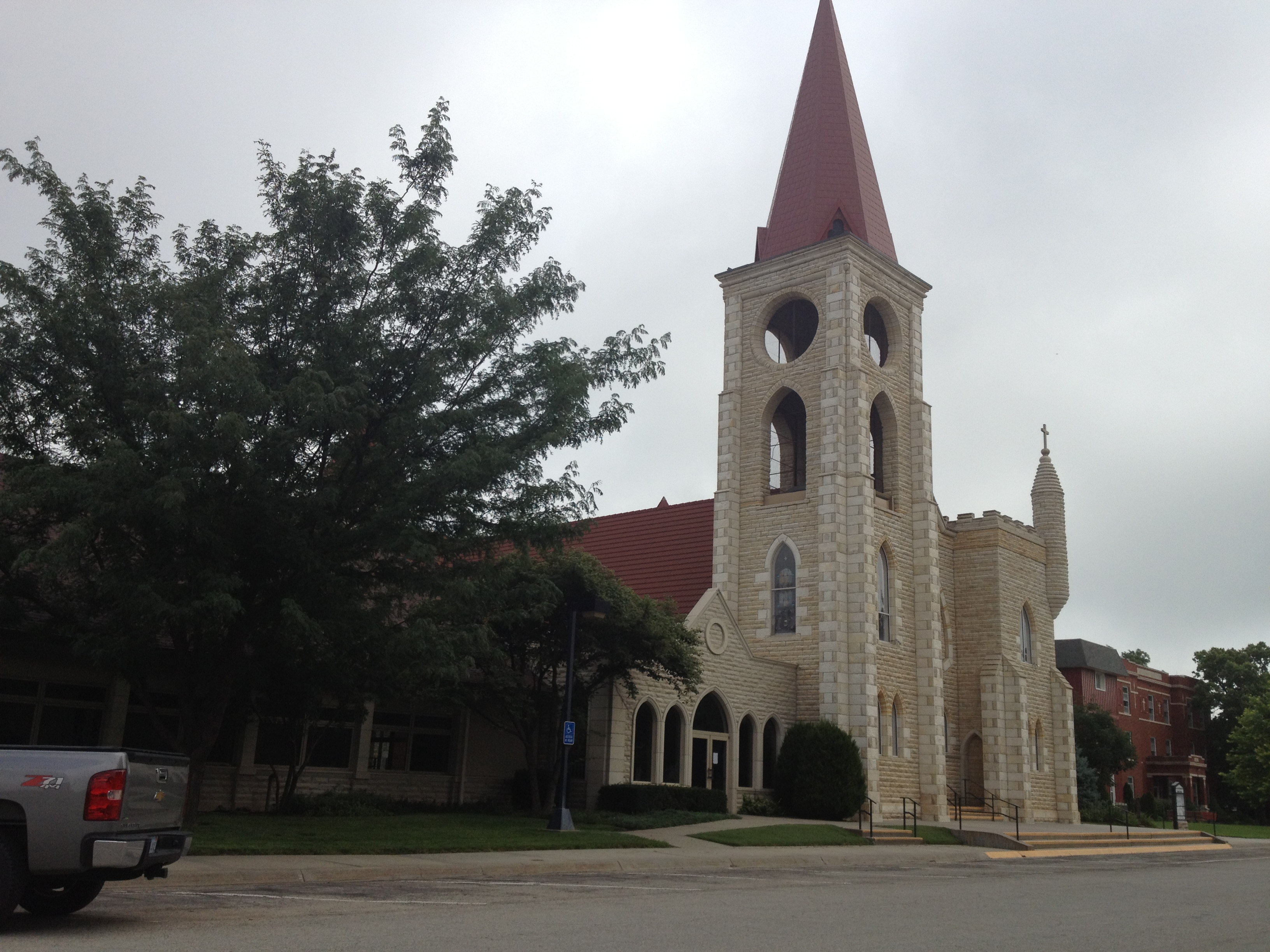
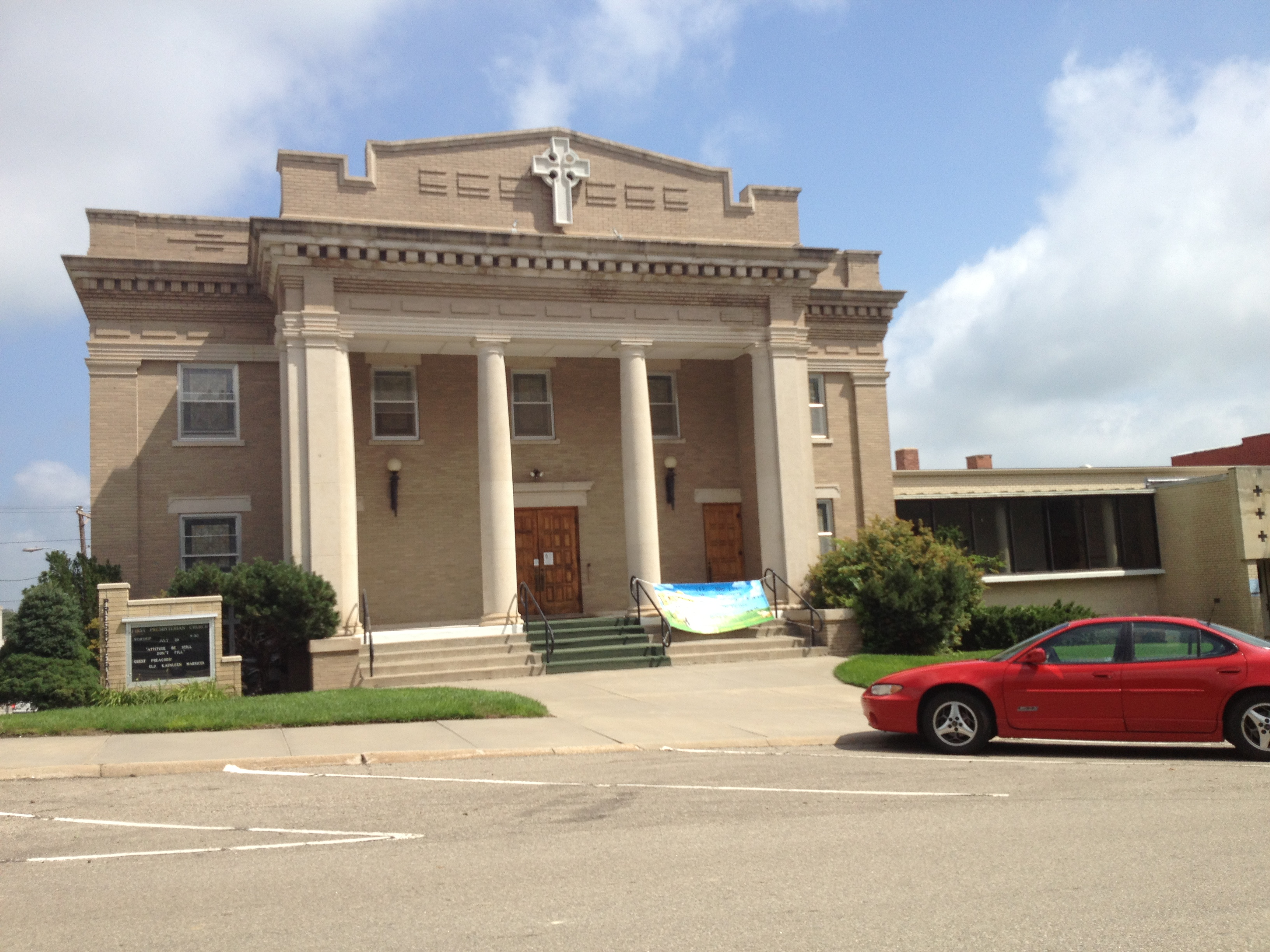
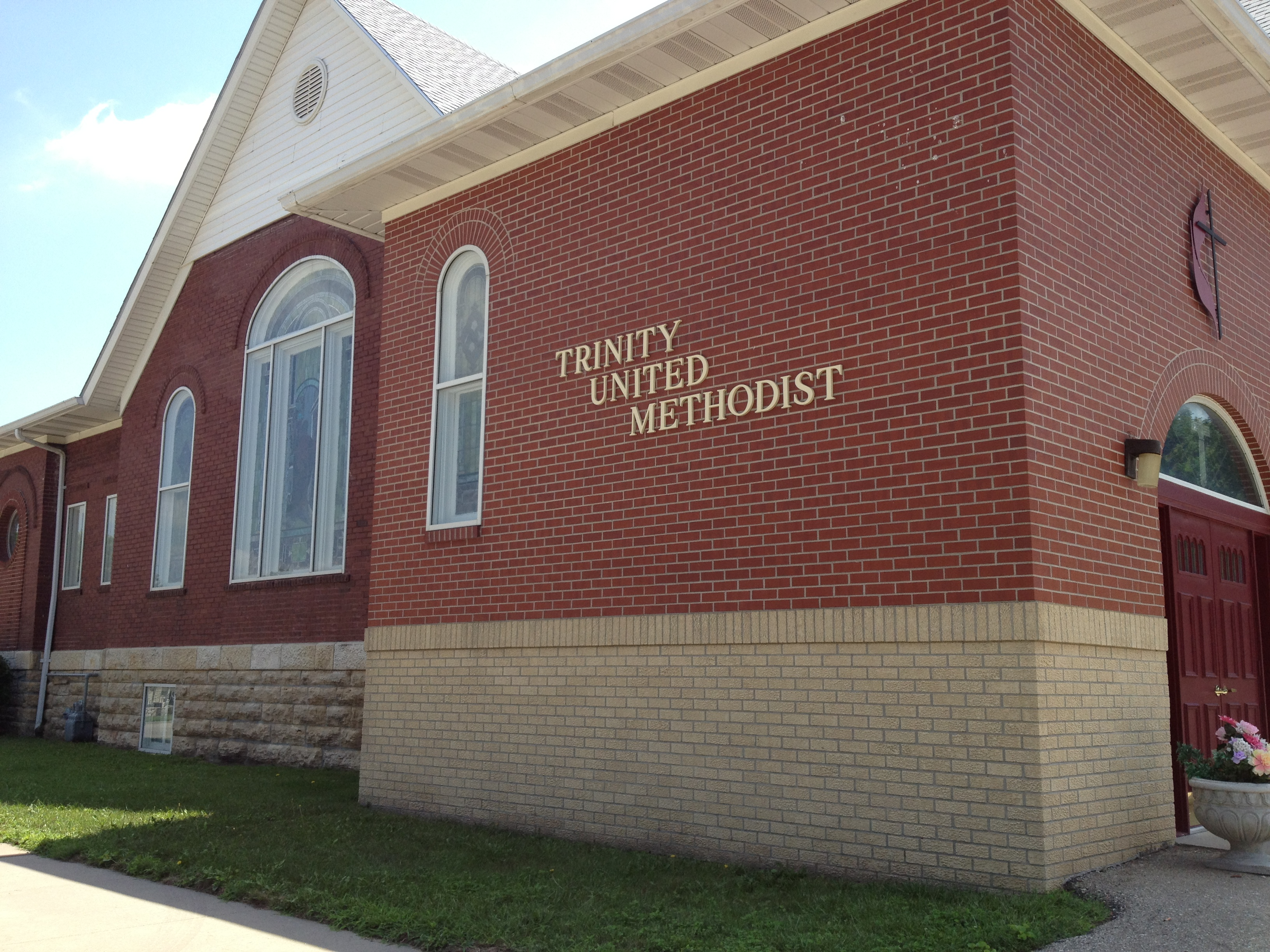
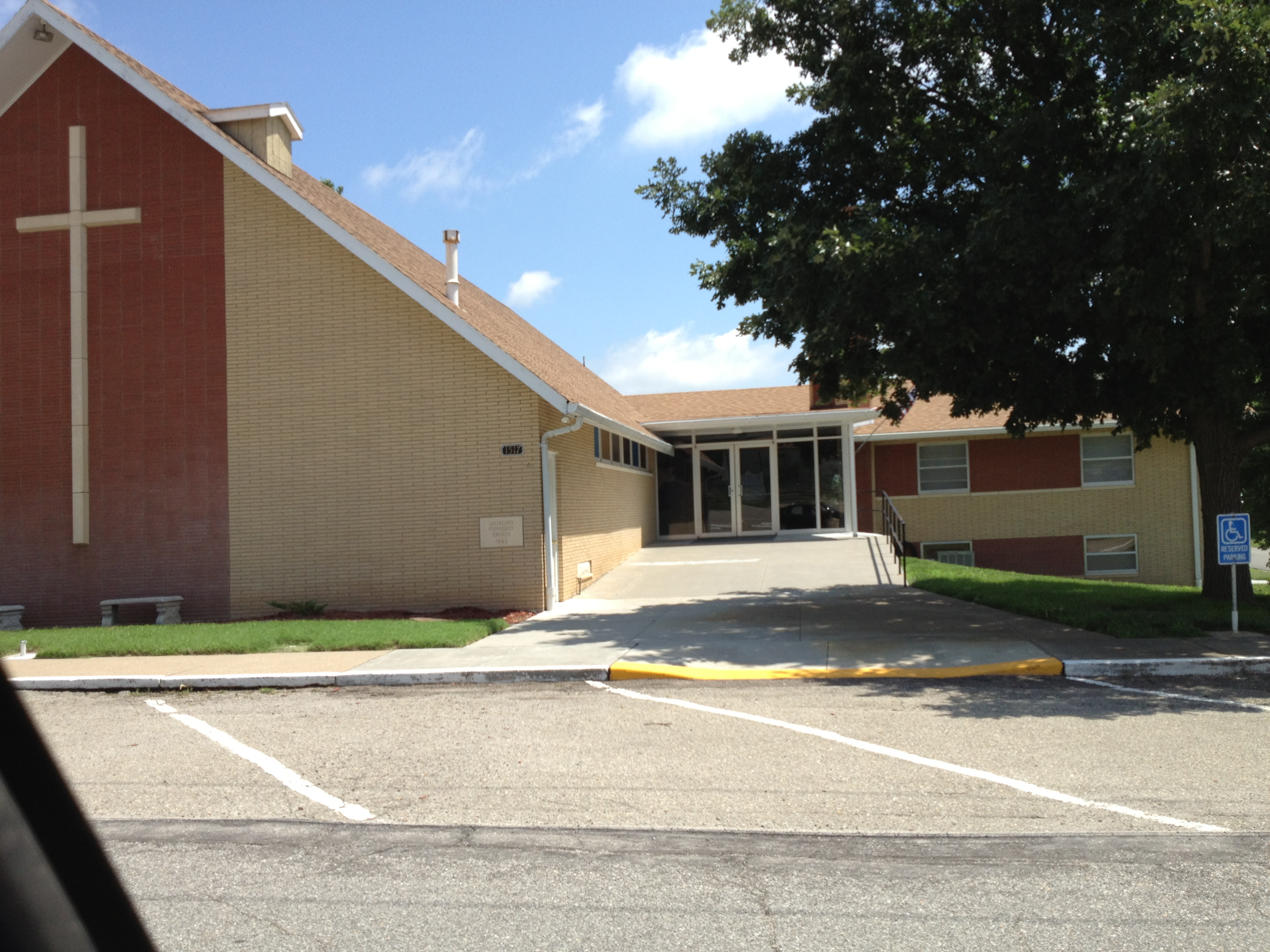